# Ново-Салаватская ТЭЦ

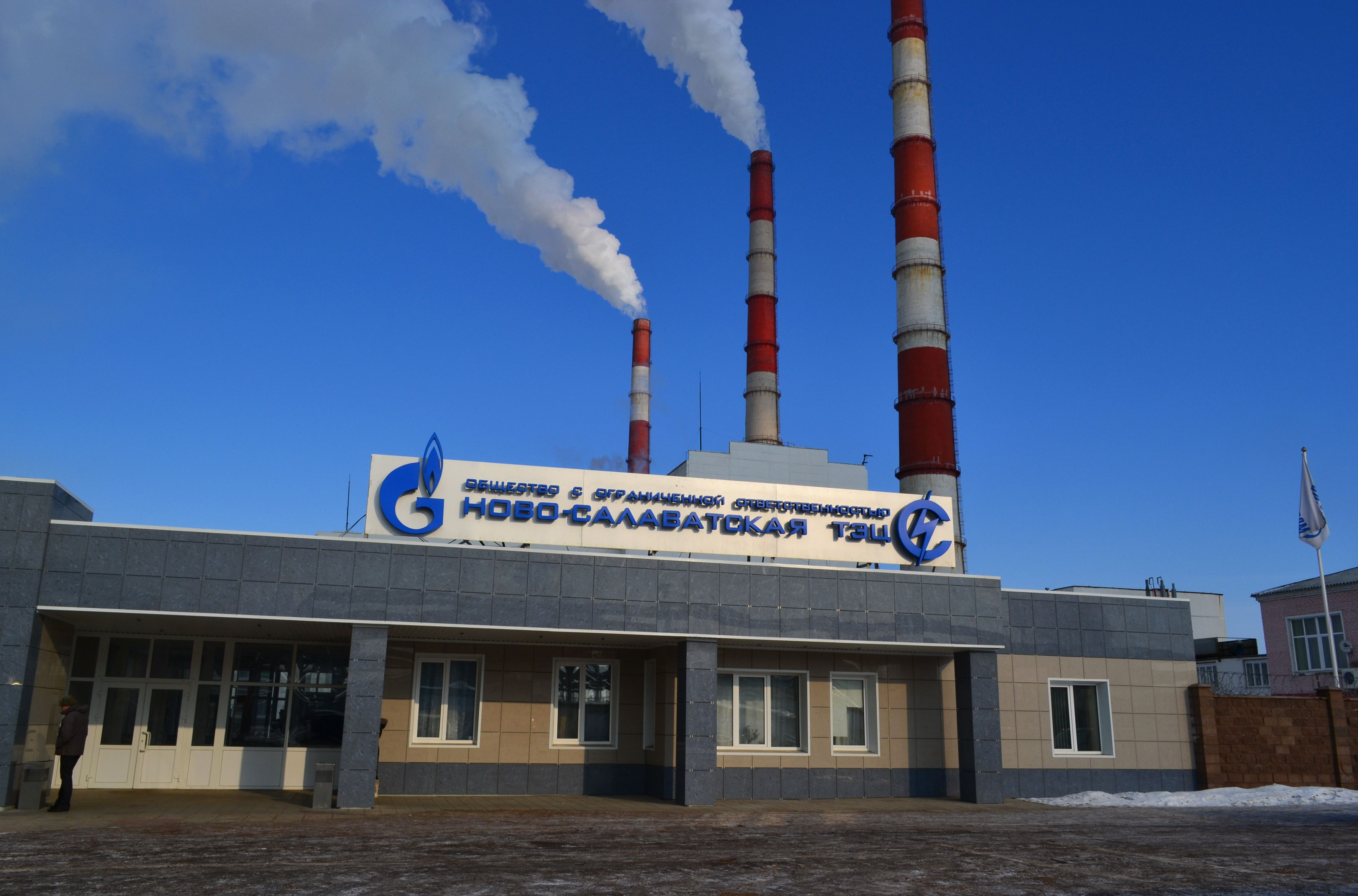
Ново-Салаватская ТЭЦ

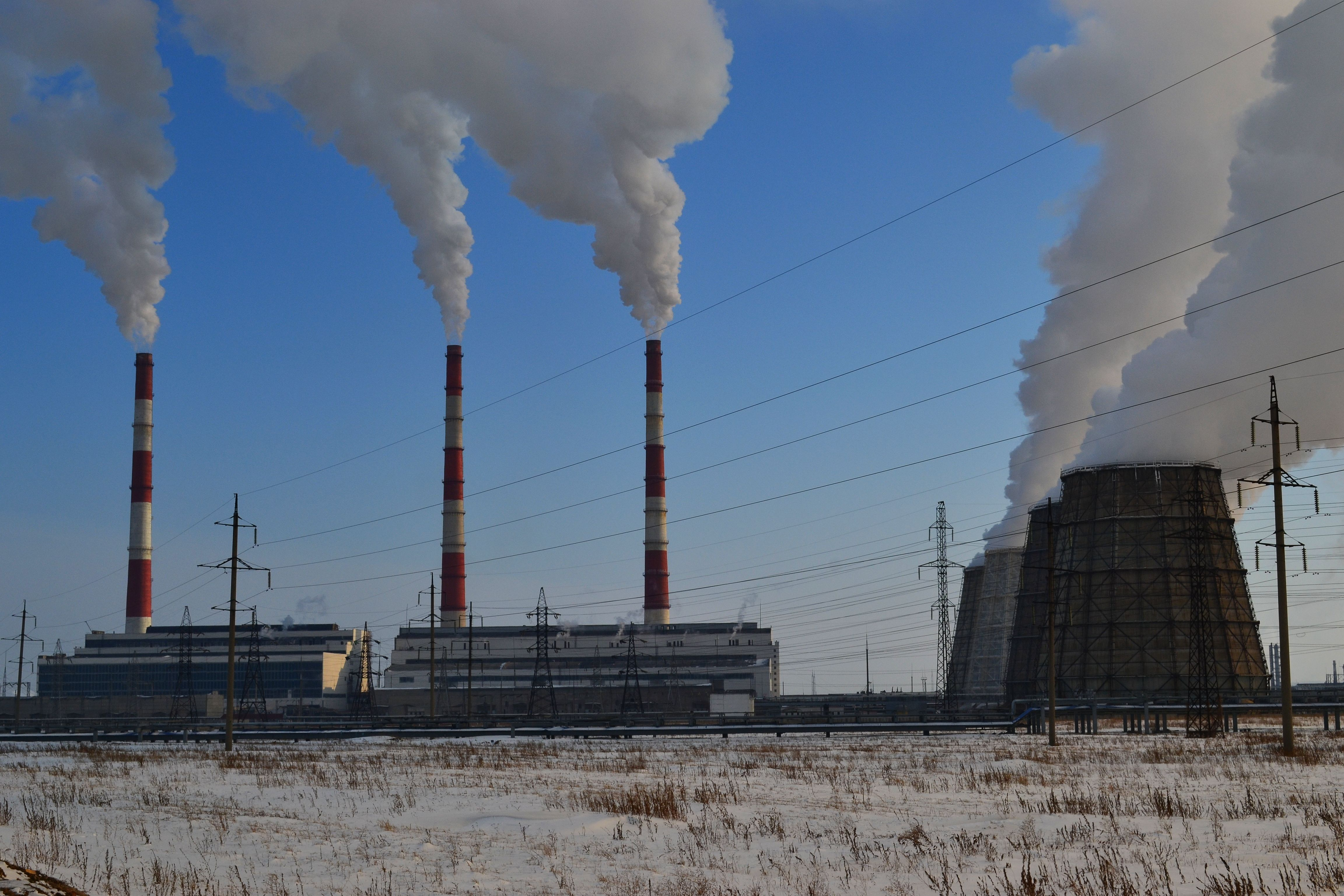
Ново-Салаватская ТЭЦ

«Ново-Салаватская ТЭЦ» — теплоэлектроцентраль, расположенная в городе Салавате Башкортостана. Является основным источником энергоснабжения нефтехимического объединения «Газпром нефтехим Салават».

## История
В 1948 году в городе Салавате началось строительство Салаватской ТЭЦ для энергоснабжения ОАО «Салаватнефтеоргсинтез» (сейчас — ОАО «Газпром нефтехим Салават»). Первый агрегат Салаватской ТЭЦ был введен в эксплуатацию в 1953 году. Рост производства и требования надежности теплоснабжения привели к необходимости строительства в городе второй станции — Ново-Салаватской ТЭЦ.
Строительство станции началось в 1961 году. В 1966 году сдана первая очередь теплоэлектроцентрали мощностью 50 МВт. В 1971 году достигнута мощность 300 МВт, в 1976 году — 420 МВт, в 1991 году — 530 МВ.
В 2007 году предприятие реорганизовано в ООО «Башкирская генерирующая компания» в форме выделения ООО «Ново-Салаватская ТЭЦ». В 2009 году предприятие продано «Газпром нефтехим Салават» и стало его дочерней компанией.

## Описание
Предприятие отпускает тепло в паре (острый пар, пар давлением 32—35 кгс/см² и 8—16 кгс/см²), в горячей воде на нужды отопления и горячего водоснабжения.
Основным видом топлива на ТЭЦ является природный газ. При аварийном понижении давления газа перед газорегуляторным пунктом котлы автоматически переводятся на сжигание мазута.
Установленная электрическая мощность станции — 530 МВт, тепловая мощность по отборному пару — 1 619 Гкал/ч. В 2010 году Ново-Салаватская ТЭЦ выработала 2322,6 млн кВт·ч электрической энергии, что составляет 9,2 % от выработки электрической энергии на территории Республики Башкортостан.
На ТЭЦ установлено семь паровых турбин:
- № 1 — ПТ-50-130/7 1966 года ввода в эксплуатацию (50 МВт);
- № 2 — Т-50-130/1 1966 года ввода в эксплуатацию (50 МВт);
- № 3 — Р-40-130/13 1967 года ввода в эксплуатацию (40 МВт);
- № 4 — Р-40-130/13 1968 года ввода в эксплуатацию (40 МВт);
- № 5 — Р-80-130/15 1971 года ввода в эксплуатацию (80 МВт);
- № 6 — ПТ-135/165-130/15 1975 года ввода в эксплуатацию (135 МВт);
- № 7 — ПТ-135/165-130/15 1981 года ввода в эксплуатацию (135 МВт).

## Новое строительство
К лету 2016 года предполагается ввод в эксплуатацию парогазовой установки ПГУ-410Т (электрическая мощность 410 МВт, тепловая мощность 207,3 Гкал/ч) с одновременным выводом из эксплуатации двух паровых турбин — ПТ-50-130/7 (станционный № 1) и Т-50-130/1 (станционный № 2). Генеральный подрядчик строительства— ЗАО «Трест Севзапэнергомонтаж», поставщик турбинного оборудования — ОАО «Силовые машины». 
Строительство нового энергоблока ведется вне программы договоров о предоставлении мощности (ДПМ). При этом создание «Газпромом» третьей очереди Ново-Салаватской ТЭЦ  считается крупнейшим "не-ДПМовским" объектом в России.

## Руководители
Локтев Б. Г. (1965—1982)
Крайнов В. К.(1983—1987)
Салихов А. А. (1987—1988)
Заруцкий Д. С. (1988—2004)
Краснов А. В. (2004—2008)
Вертинский Г. П. (2008—2010)
Гущин Е. Н. (2010—2012)
Томшин А. Н. (по июнь 2012 г.)
Талаев В. Л. (с июня 2012 г.)